# Pantaleón Dalence
Pantaleón Dalence Jiménez (Oruro, Real Audiencia de Charcas, 27 de julio de 1815 - Sucre, Bolivia, 22 de septiembre 1892) fue un jurista boliviano considerado el Padre de la Justicia Boliviana.

## Biografía
Pantaleón Dalence Jiménez, nació el 27 de julio de 1815 en la ciudad Oruro, Real Audiencia de Charcas, Virreinato del Río de la Plata, ahora Bolivia, fue hijo de José María Dalence (Constituyente y Padre de la Patria). Se recibió con el título de abogado en 1836. 
Cursó la instrucción primaria y sus estudios secundarios en Oruro. Realizó sus estudios iniciales bajo la dirección de Simón Rodríguez, y sus estudios superiores bajo la dirección de su padre, que desempeñaba una vocalía en la Corte Superior de Justicia de aquel distrito. Recibió el título de abogado en 1836. Fue Presidente de la Suprema Corte de Bolivia en los periodos de 1871 a 1889 en diversos períodos. Fue discípulo de Simón Rodríguez, maestro del Libertador Simón Bolívar. 
Como parte de su trabajo en la función pública, fue Prefecto de Oruro, La Paz y Cochabamba, fue Ministro de Estado de las tres carteras existentes en ese momento histórico, fue vocal de la Corte Superior de Distrito y vocal y Presidente de la Corte Suprema de Justicia, trabajando 54 años, sin llegar tarde ni faltar nunca a su fuente laboral.

## Obra

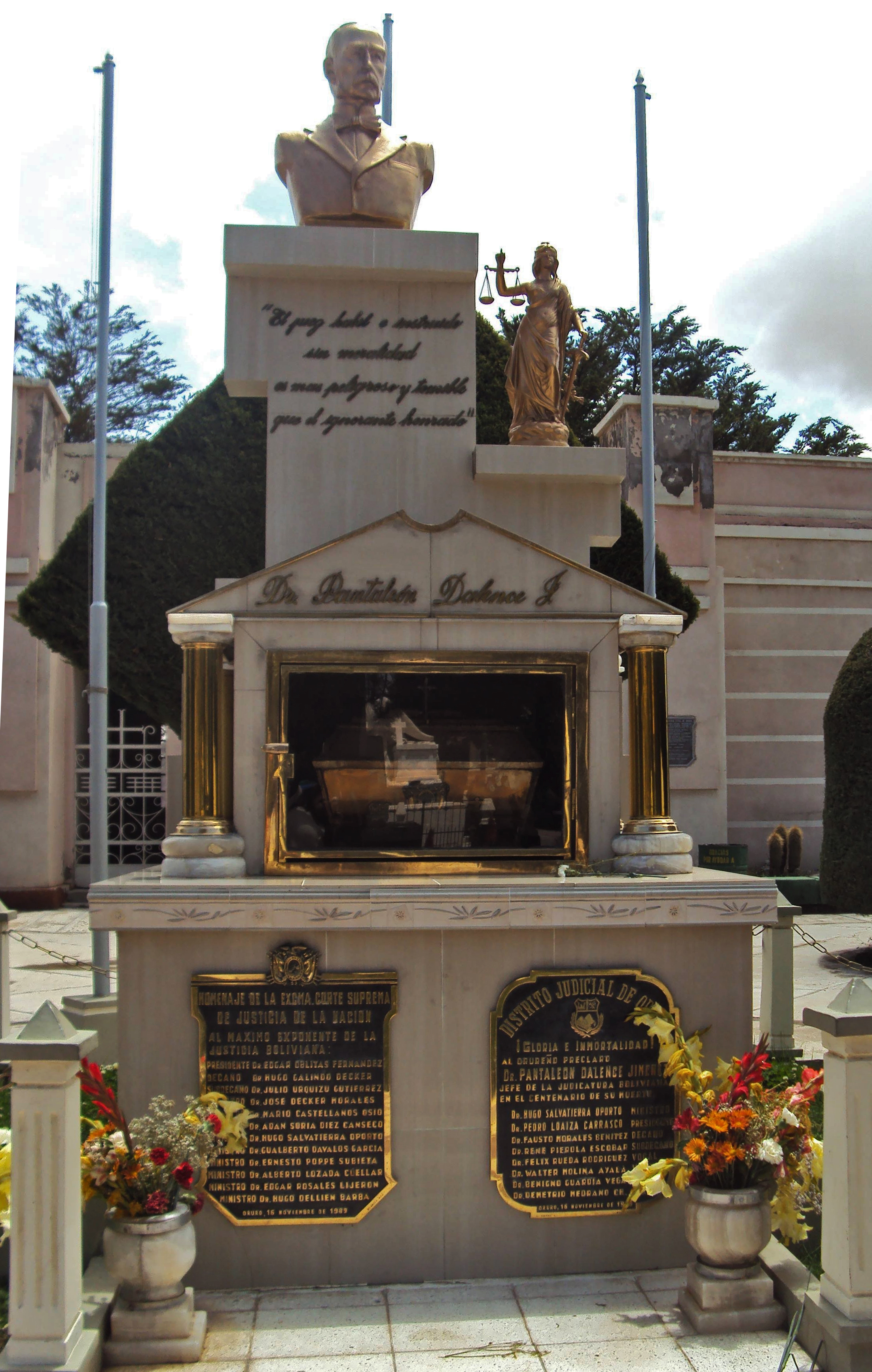
Tumba de Pantaleón Dalence.

Su mayor contribución al derecho boliviano fue haber delimitado las atribuciones de los tres poderes de estado y haber sido “guardián celoso” de la Constitución. Falleció en 1892. Su cuerpo se halla sepultado en el Cementerio General de Oruro.
Entre sus publicaciones se encuentran:
- Por los fueros de la verdad y la justicia
- La hacienda de Bolivia : sus obligaciones y sus recursos,1876.

## Homenajes
Su imagen aparece en los billetes de 20 bolivianos, múltiples estampillas de Bolivia llevan su imagen, el día de su nacimiento se instituyó el día del juez en Bolivia. Una provincia en el departamento de Oruro y un Centro educativo el liceo de señoritas que lleva su nombre recuerdan su memoria. El Colegio Nacional de Abogados lo distinguió a su muerte como el "Padre de la Justicia Boliviana" y el gobierno nacional por Ley "Jefe de la Justicia Boliviana, su cuadro se debe tener en todo juzgado y tribunal del Estado Plurinacional de Bolivia.